# Hegyi Barnabás (operatőr)
Hegyi Barnabás (Zboró, 1914. március 4. – Budapest, 1966. április 28.) Kossuth-díjas magyar operatőr. Lánya Hegyi Barbara színésznő.

## Életpályája
Hegyi Gyula és Halzsin Anna fiaként született. Technológiát és iparművészetet tanult Budapesten. 1936-tól kezdve dolgozott a filmszakmában, 1940-től volt operatőr. A második világháborút követően 1947-ig volt a Magyar Rádiónál műsorfelügyelő, majd a Hunnia-filmgyárnál dolgozott mint operatőr. Közel száz filmet forgatott. Nevéhez fűződik az első magyar színes játékfilm, a Ludas Matyi fényképezése 1949-ben. Az ő operatőri munkája a Valahol Európában is. 1966 januárjában agyvérzést kapott, kómába esett, három hónappal később elhunyt. Felesége Martin-Hajdu Éva volt, akivel 1965-ben kötött házasságot Budapesten.

## Filmjei
- Szeressük egymást (1940)
- A gorodi fogoly (1940)
- Pepita kabát (1940)
- Cserebere (1940)
- Az utolsó Wereczkey (1940)
- A cigány (1941)
- Az ördög nem alszik (1941)
- A harmincadik (1941)
- Leányvásár (1941)
- Csákó és kalap (1941)
- Három csengő (1941)
- A beszélő köntös (1941)
- Régi nyár (1941)
- Behajtani tilos! (1941)
- Gyávaság (1942)
- Szakítani nehéz dolog (1942)
- Izpitanie (1942)
- Alkalom (1942)
- Gentryfészek (1942)
- Őrségváltás (1942)
- Estélyi ruha kötelező (1942)
- Éjfélre kiderül (1942)
- A 2000 pengős férfi (1942)
- Az 5-ös számú őrház (1942)
- Dr. Kovács István (1942)
- Szerető fia, Péter (1942)
- A harmincadik (1942)
- Aranypáva (1943)
- Féltékenység (1943)
- A 28-as (1943)
- Egér a palotában (1943)
- Csalódás (1943)
- Ópiumkeringő (1943)
- Házassággal kezdődik (1943)
- Az éjszaka lánya (1943)
- A láp virága (1943)
- Kölcsönadott élet (1943)
- Kettesben (1943)
- Majális (1943)
- Az első (1944)
- Gyanú (1944)
- Idegen utakon (1944)
- A látszat csal (1944)
- Valahol Európában (1947)
- Ének a búzamezőkről (1947)
- Forró mezők (1948)
- Tűz (1948)
- Egy asszony elindul (1949)
- Díszmagyar (1949)
- Ludas Matyi (1949)
- Dalolva szép az élet (1950)
- Teljes gőzzel (1951)
- Különös házasság (1951)
- A harag napja (1953)
- Föltámadott a tenger (1953)
- Életjel (1954)
- 2×2 néha 5
- Körhinta (1955)
- Gázolás (1955)
- Díszelőadás (1955)
- Tanár úr kérem (1956)
- Keserű igazság (1956)
- Dani (1957)
- Láz (1957)
- Éjfélkor (1957)
- Csempészek (1958)
- Don Juan legutolsó kalandja (1958)
- Tegnap (1959)
- Pár lépés a határ (1959)
- Fapados szerelem (1959)
- A megfelelő ember (1959)
- Zápor (1960)
- Virrad (1960)
- Rangon alul (1960)
- Alba Regia (1961)
- Amíg holnap lesz (1961)
- Pesti háztetők (1961)
- Mici néni két élete (1962)
- Új Gilgames (1963)
- Bálvány (1963)
- Germinal (1963)
- Egy ember, aki nincs (1963)
- Kár a benzinért (1964)
- Négy lány egy udvarban (1964)
- Miért rosszak a magyar filmek? (1964)
- Másfél millió (1964)
- Iszony (1965)
- Butaságom története (1965)
- Fügefalevél (1966)

## Díjai
- Kossuth-díj (1950)
- Érdemes művész (1953)
- Kiváló művész (1966)